# Pauridiantha insularis
Pauridiantha insularis är en måreväxtart som först beskrevs av William Philip Hiern, och fick sitt nu gällande namn av Cornelis Eliza Bertus Bremekamp. Pauridiantha insularis ingår i släktet Pauridiantha och familjen måreväxter. IUCN kategoriserar arten globalt som sårbar.
Artens utbredningsområde är São Tomé. Inga underarter finns listade i Catalogue of Life.